# Мина, Сантьяго
Сантьяго Мина Вальеспин (исп. Santiago Mina Vallespín, 11 марта 1958 года, Урреа-де-Гаэн) — испанский футболист, известный по выступлениям за «Сельту».

## Карьера

### Клубы
Профессиональную карьеру начал в 1976 году в составе «Барселоны Атлетик», за которую, с перерывами, выступал до 1981 года. Сезон 1979/80 провёл в составе «Альхесираса» одновременно с прохождением срочной службы. Затем сезон отыграл за «Сабадель».
В 1981 году перешёл в «Сельту», вместе с которой по итогам сезона 1981/82 поднялся в Примеру. В высшем эшелоне чемпионата Испании дебютировал 5 сентября 1982 года. По итогам сезона 1982/83 «Сельта» выбыла из Примеры.
В 1984 году перешёл в клуб «Лорка Депортива». 14 октября в матче с «Саламанкой» получил единственную в карьере красную карточку.
В 1985 году завершил профессиональную карьеру в возрасте 27-ми лет.

### Сборная
Сыграл один матч за молодёжную сборную 26 октября 1977 года против Румынии в рамках отборочного турнира чемпионата Европы 1978 года. Матч завершился победой Румынии со счётом 4:0, один из мячей Мина забил в свои ворота.

## Личная жизнь
Сын — Санти Мина — также футболист, в прошлом выступал за «Сельту».